# Azzo V d'Este

Armoiries de la famille d'Este

Azzo V d’Este (1125-1193) était le fils et successeur d’Obizzo I d’Este, régna vers la fin du XIIe siècle ou au début du XIIIe siècle, Azzo fut le 5e prince de la maison d’Este à porter ce nom de baptême, mais les quatre Azzo qui l’avaient précédé étaient des cadets qui n’avaient point régné.
En 1176, Azzo V épousa Marchesella  des Adelards, fille et seule héritière de Guillaume, chef du parti guelfe de Ferrare. Par ce mariage, la maison d'Este acquit de grandes propriétés à Ferrare et un crédit plus grand encore ; elle y dirigea dès lors le parti guelfe et par-là la souveraineté de cette ville. 
Azzo V vivait à Ferrare pendant que son père, Obizzo, gouvernait le marquisat d’Este.

## Descendance
- Azzo VI d'Este